# Crenshaw (Los Angeles)
Crenshaw – dzielnica położona w rejonie South Los Angeles w Los Angeles. Osiedle mieści się na południowy zachód od Downtown Los Angeles
i otrzymało swą nazwę od Crenshaw Boulevard.

## Geografia
Crenshaw leży na wschód od dzielnicy Chesterfield Square, od południa graniczy z dzielnicą Hyde Park, zaś na zachodzie sąsiaduje z View Park-Windsor Hills, a na północy z osiedlem Leimert Park. Dzielnica ograniczona jest alejami: Van Ness Avenue i Arlington Avenue na wschodzie, przez Exposition Boulevard na północy, La Brea Avenue w pobliżu Baldwin Hills na północy, Stocker Street i Slauson Avenue na południu.